# Копф, Карлхайнц
Карлхайнц Копф (нем. Karlheinz Kopf; род. 27 июля 1957, Хоэнэмс, Форарльберг) — австрийский политический деятель, член Австрийской народной партии (АНП).
С октября 2013 года является вторым председателем (заместителем спикера) Национального совета; в период с 2 августа по 2 сентября 2014 года также исполнял обязанности председателя (спикера) Национального совета. С 8 июля 2016 по 26 января 2017 года исполнял обязанности главы государства совместно с двумя другими председателями Национального совета — Дорис Бурес из Социал-демократической партии и Норбертом Хофером из Австрийской партии свободы.

## Награды и звания
- Командорский крест I степени Почётного знака «За заслуги перед Австрийской Республикой» (2004)[2];
- Почётный знак земли Форарльберг за спортивные заслуги в золоте (2007);
- Большой офицерский крест I степени Почётного знака «За заслуги перед Австрийской Республикой» (2013);
- Командор со звездой ордена Заслуг (2015, Венгрия)[3];
- Почётный председатель Футбольной ассоциации Форарльберга;
- Почётный член Австрийского футбольного союза.